# Liverpool Football Club 1972-1973
Questa voce raccoglie le informazioni riguardanti il Liverpool Football Club nelle competizioni ufficiali della stagione 1972-1973

## Maglie e sponsor
| Manica sinistra · Manica sinistra · Maglietta · Maglietta · Manica destra · Manica destra · Pantaloncini · Calzettoni | Manica sinistra · Manica sinistra · Maglietta · Maglietta · Manica destra · Manica destra · Pantaloncini · Calzettoni |  |

## Rosa
| N. |                        | Ruolo | Calciatore     |
| -- | ---------------------- | ----- | -------------- |
|    | Inghilterra (bandiera) | P     | Ray Clemence   |
|    | Inghilterra (bandiera) | P     | Frank Lane     |
|    | Inghilterra (bandiera) | P     | Graham Lloyd   |
|    | Inghilterra (bandiera) | D     | Roy Evans      |
|    | Inghilterra (bandiera) | D     | Chris Lawler   |
|    | Inghilterra (bandiera) | D     | Alec Lindsay   |
|    | Inghilterra (bandiera) | D     | Larry Lloyd    |
|    | Inghilterra (bandiera) | D     | Tommy Smith    |
|    | Inghilterra (bandiera) | D     | Trevor Storton |
|    | Inghilterra (bandiera) | D     | John Webb      |
|    | Inghilterra (bandiera) | C     | Steve Arnold   |
|    | Inghilterra (bandiera) | C     | Ian Callaghan  |
|    | Scozia (bandiera)      | C     | Peter Cormack  |
|    | Scozia (bandiera)      | C     | Brian Hall     |

| N. |                        | Ruolo | Calciatore      |
| -- | ---------------------- | ----- | --------------- |
|    | Irlanda (bandiera)     | C     | Steve Heighway  |
|    | Inghilterra (bandiera) | C     | Emlyn Hughes    |
|    | Inghilterra (bandiera) | C     | Hugh McAuley    |
|    | Inghilterra (bandiera) | C     | John McLaughlin |
|    | Inghilterra (bandiera) | C     | Peter Spiring   |
|    | Inghilterra (bandiera) | C     | Peter Thompson  |
|    | Inghilterra (bandiera) | C     | Phil Thompson   |
|    | Inghilterra (bandiera) | A     | Phil Boersma    |
|    | Inghilterra (bandiera) | A     | Derek Brownbill |
|    | Inghilterra (bandiera) | A     | Kevin Keegan    |
|    | Inghilterra (bandiera) | A     | Kevin Kewley    |
|    | Galles (bandiera)      | A     | John Toshack    |
|    | Inghilterra (bandiera) | A     | Jack Whitham    |

## Risultati

### Coppa UEFA
| Arbitro: | Linemayr |

|                           |           |  |
| Keegan 21’, 32’ Lloyd 61’ | Marcatori |  |

| Arbitro: | Kazakov |

|                   |           |  |
| Heynckes 29’, 40’ | Marcatori |  |